# Tony Arbolino
Tony Arbolino (Garbagnate Milanese, 3 agosto 2000) è un pilota motociclistico italiano.

## Carriera

### Gli inizi
Si avvicina alle minimoto all'età di 4 anni quando il padre gliene regala una, prendendo parte a numerosi campionati. All'età di 9 anni Arbolino partecipa al campionato italiano vincendo 15 gare su 18 e aggiudicandosi il titolo italiano, il titolo regionale e si classifica al 3º posto nel campionato europeo in Germania. Nel 2011 cambia categoria e gareggia nel campionato MiniGP 50 dove si classifica al 3º posto mentre l'anno successivo vince il campionato europeo Mini GP 50 in Spagna.
Nel 2013, all'età di soli 12 anni, la Federazione Italiana gli concede una deroga speciale che gli consente di partecipare al campionato Pre GP 125 2T e di gareggiare sui circuiti mondiali del Mugello, di Imola, di Misano e di Vallelunga, vincendo subito il titolo italiano in sella alla RMU. Nel 2014 entra a far parte del team SIC58 Squadra Corse vincendo il campionato PreMoto3 125 2T e salendo 9 volte sul podio. Nel 2016 disputa quattro gare nel CIV Moto3 conquistando due vittorie ad Imola.

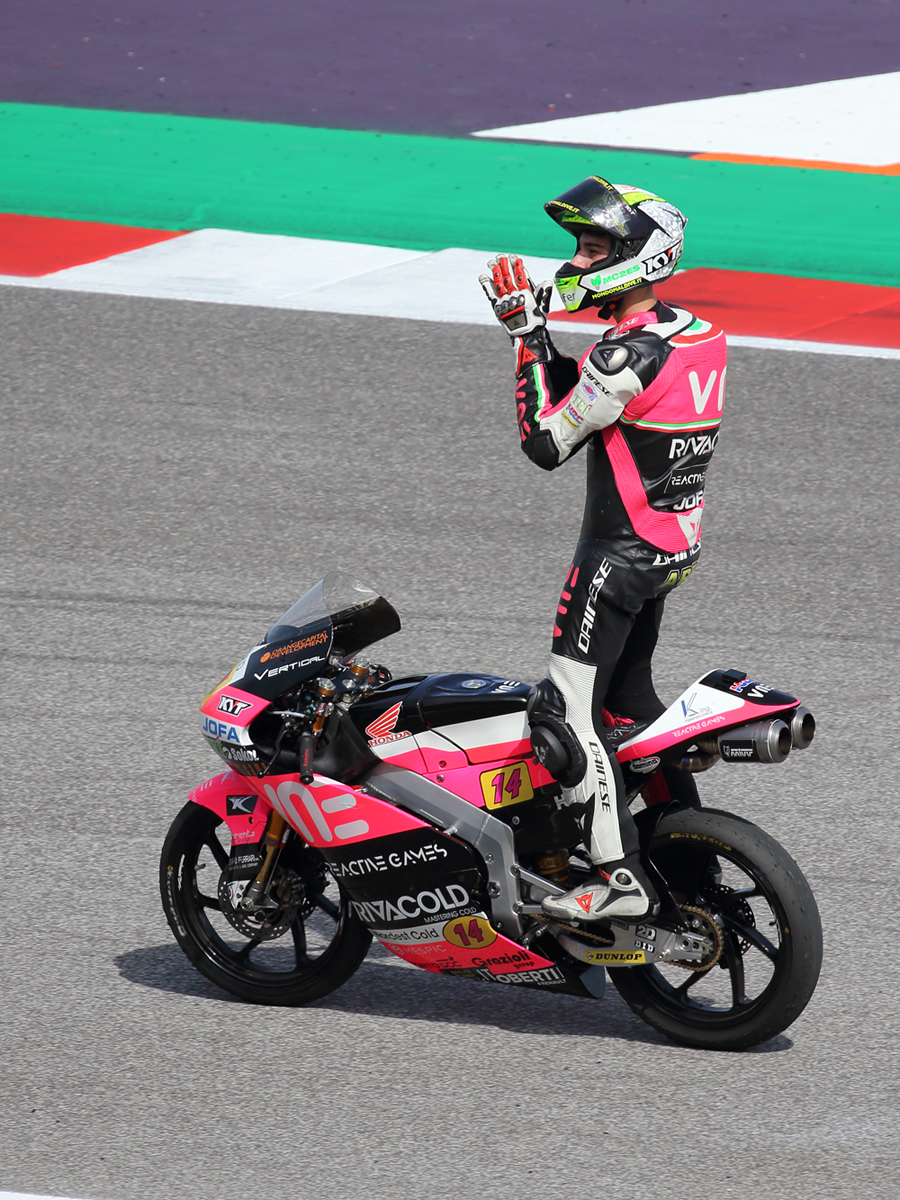
Arbolino saluta il pubblico dopo la conquista del podio al Gran Premio di Misano del 2019.

### Moto3
Nel 2017 debutta nella classe Moto3 del motomondiale con il team SIC58 Squadra Corse che affida a lui e al suo compagno di squadra, il giapponese Tatsuki Suzuki, una Honda NSF250R. Conclude la stagione al 34º posto grazie ai 2 punti conquistati con il quattordicesimo posto in Argentina.
Nel 2018 corre con la Honda del team Marinelli Snipers. In occasione del Gran Premio d'Argentina ottiene la pole position. Ottiene la pole position anche in Comunità Valenciana. Conclude la stagione al 18º posto con 57 punti e con un sesto posto in Giappone come miglior risultato in gara.
Nel 2019 rimane nello stesso team, con compagno di squadra Romano Fenati. Ottiene un terzo posto in Argentina e vince la sua prima gara nel Gran Premio d'Italia, al Mugello dopo essere partito dalla pole position. Vince anche in Olanda. In Repubblica Ceca giunge terzo dopo essere partito dalla pole position. Conclude secondo in Austria ed in Gran Bretagna e terzo nel Gran Premio di San Marino. Chiude la stagione al 4º posto con 175 punti.
Nel 2020 rimane con lo Snipers Team, il compagno di squadra è Filip Salač. Ottiene una vittoria in Comunità Valenciana, tre secondi posti (Stiria, Catalogna e Francia), un terzo posto in Spagna e una pole position in Catalogna. Non prende parte alla gara ad Aragon a causa di un passeggero che, sull'aereo di ritorno dalla gara prima, risultò positivo al COVID-19, e anche se lui risultò negativo, dovette fare comunque la quarantena. Ciononostante, Arbolino arrivò comunque all'ultimo appuntamento stagionale ancora in lotta per il titolo: in gara partí 27º riuscendo a terminare al 5º posto ma non fu sufficiente a garantire il titolo al pilota milanese che concluse così il mondiale al secondo posto con 170 punti, a soli 4 punti dal campione del mondo Albert Arenas.

### Moto2
Nel 2021 passa in Moto2, alla guida della Kalex del team Liqui Moly Intact GP; il compagno di squadra è Marcel Schrötter. Ottiene come miglior risultato un quarto posto in Francia e termina la stagione al quattordicesimo posto con 51 punti. Nel 2022 passa nel team Marc VDS Racing, con compagno di squadra Sam Lowes e nel GP delle Americhe ottiene la sua prima vittoria in Moto2. Ottiene altre due vittorie nel finale di stagione e chiude al quarto posto in classifica.
Nella stagione 2023 rimane nello stesso team, sempre con Sam Lowes come compagno di squadra. Parte molto bene, ottenendo diverse vittorie nelle prime gare e lottando con Pedro Acosta. Tuttavia, una serie di risultati altalenanti nel corso della stagione lo allontanano gradualmente dalla lotta per il titolo, che viene vinto dallo spagnolo a tre Gran Premi dalla fine mentre Arbolino, che porta a termine tutte le gare senza ritiri, chiude al secondo posto finale in campionato. Nel 2024 prosegue con Marc VDS ritrovando Filip Salač come compagno di squadra.  In quest'annata conquista tre piazzamenti a podio classificandosi in decima posizione.

## Risultati nel motomondiale
| 2017 | Classe | Moto  |    |    |    |    |    |    |    |     |     |    |    |    |     |    |    |    |    |    |  |  |  |  | Punti | Pos. |
| ---- | ------ | ----- | -- | -- | -- | -- | -- | -- | -- | --- | --- | -- | -- | -- | --- | -- | -- | -- | -- | -- |  |  |  |  | ----- | ---- |
| 2017 | Moto3  | Honda | 24 | 14 | 20 | 23 | 22 | 21 | 24 | Rit | Rit | 16 | 17 | 25 | Rit | 26 | 23 | 18 | 22 | 25 |  |  |  |  | 2     | 34º  |

| 2018 | Classe | Moto  |    |    |    |     |   |   |     |    |    |    |   |    |    |    |    |   |     |   |     |  |  |  | Punti | Pos. |
| ---- | ------ | ----- | -- | -- | -- | --- | - | - | --- | -- | -- | -- | - | -- | -- | -- | -- | - | --- | - | --- |  |  |  | ----- | ---- |
| 2018 | Moto3  | Honda | 17 | 10 | 20 | Rit | 7 | 7 | Rit | 16 | 17 | 15 | 9 | AN | 11 | 16 | 14 | 6 | Rit | 8 | Rit |  |  |  | 57    | 18º  |

| 2019 | Classe | Moto  |    |   |   |    |     |   |     |   |    |   |   |   |   |    |    |     |   |   |     |  |  |  | Punti | Pos. |
| ---- | ------ | ----- | -- | - | - | -- | --- | - | --- | - | -- | - | - | - | - | -- | -- | --- | - | - | --- |  |  |  | ----- | ---- |
| 2019 | Moto3  | Honda | 16 | 3 | 6 | 17 | Rit | 1 | Rit | 1 | 15 | 3 | 2 | 2 | 3 | 10 | 10 | Rit | 9 | 9 | Rit |  |  |  | 175   | 4º   |

| 2020 | Classe | Moto  |    |   |    |   |   |   |   |    |   |   |       |    |   |   |   |  |  |  |  |  |  |  | Punti | Pos. |
| ---- | ------ | ----- | -- | - | -- | - | - | - | - | -- | - | - | ----- | -- | - | - | - |  |  |  |  |  |  |  | ----- | ---- |
| 2020 | Moto3  | Honda | 15 | 3 | 10 | 8 | 7 | 2 | 6 | 11 | 2 | 2 | [ 4 ] | 10 | 4 | 1 | 5 |  |  |  |  |  |  |  | 170   | 2º   |

| 2021 | Classe | Moto  |    |    |    |    |   |   |    |    |     |    |    |    |   |    |   |     |    |    |  |  |  |  | Punti | Pos. |
| ---- | ------ | ----- | -- | -- | -- | -- | - | - | -- | -- | --- | -- | -- | -- | - | -- | - | --- | -- | -- |  |  |  |  | ----- | ---- |
| 2021 | Moto2  | Kalex | 16 | 11 | 16 | 21 | 4 | 7 | 13 | 16 | Rit | 17 | 13 | 18 | 9 | 15 | 6 | Rit | 20 | 23 |  |  |  |  | 51    | 14º  |

| 2022 | Classe | Moto  |   |   |   |   |     |   |     |   |    |    |   |    |     |   |   |   |   |     |   |   |  |  | Punti | Pos. |
| ---- | ------ | ----- | - | - | - | - | --- | - | --- | - | -- | -- | - | -- | --- | - | - | - | - | --- | - | - |  |  | ----- | ---- |
| 2022 | Moto2  | Kalex | 5 | 8 | 6 | 1 | Rit | 3 | Rit | 4 | 10 | 10 | 7 | 12 | Rit | 7 | 5 | 6 | 1 | Rit | 1 | 3 |  |  | 191,5 | 4º   |

| 2023 | Classe | Moto  |   |   |   |   |   |   |   |   |    |   |    |   |   |    |   |   |   |    |    |    |  |  | Punti | Pos. |
| ---- | ------ | ----- | - | - | - | - | - | - | - | - | -- | - | -- | - | - | -- | - | - | - | -- | -- | -- |  |  | ----- | ---- |
| 2023 | Moto2  | Kalex | 3 | 1 | 2 | 4 | 1 | 2 | 2 | 7 | 10 | 6 | 17 | 4 | 2 | 11 | 6 | 1 | 4 | 10 | 10 | 16 |  |  | 249,5 | 2º   |

| 2024 | Classe | Moto  |    |    |    |   |   |   |    |   |   |     |   |   |   |   |   |    |   |     |   |    |  |  | Punti | Pos. |
| ---- | ------ | ----- | -- | -- | -- | - | - | - | -- | - | - | --- | - | - | - | - | - | -- | - | --- | - | -- |  |  | ----- | ---- |
| 2024 | Moto2  | Kalex | 20 | 12 | 11 | 7 | 8 | 9 | 16 | 6 | 9 | Rit | 5 | 2 | 3 | 3 | 7 | 11 | 8 | Rit | 5 | 13 |  |  | 149   | 10º  |

| 2025 | Classe | Moto       |    |    |   |    |    |     |    |    |    |    |     |    |   |  |  |  |  |  |  |  |  |  | Punti | Pos. |
| ---- | ------ | ---------- | -- | -- | - | -- | -- | --- | -- | -- | -- | -- | --- | -- | - |  |  |  |  |  |  |  |  |  | ----- | ---- |
| 2025 | Moto2  | Boscoscuro | 13 | 11 | 2 | 19 | 15 | Rit | 14 | 17 | 18 | 13 | Rit | 19 | 5 |  |  |  |  |  |  |  |  |  | 45    |      |

| Legenda | 1º posto        | 2º posto            | 3º posto            | A punti      | Senza punti        | Grassetto – Pole position Corsivo – Giro più veloce |
| Legenda | Gara non valida | Non qual./Non part. | Ritirato/Non class. | Squalificato | '-' Dato non disp. | Grassetto – Pole position Corsivo – Giro più veloce |